# Talar luterański
Talar luterański – niemiecki medal talarowy wybity w 1625 r. na 100-lecie reformacji, przedstawiający Marcina Lutra.